# Carrefour de Norvège
Le carrefour de Norvège est une voie située dans le 16e arrondissement de Paris, en France.

## Situation et accès
Il se trouve à l'ouest du bois de Boulogne, près de l'hippodrome de Longchamp.

## Bâtiments remarquables

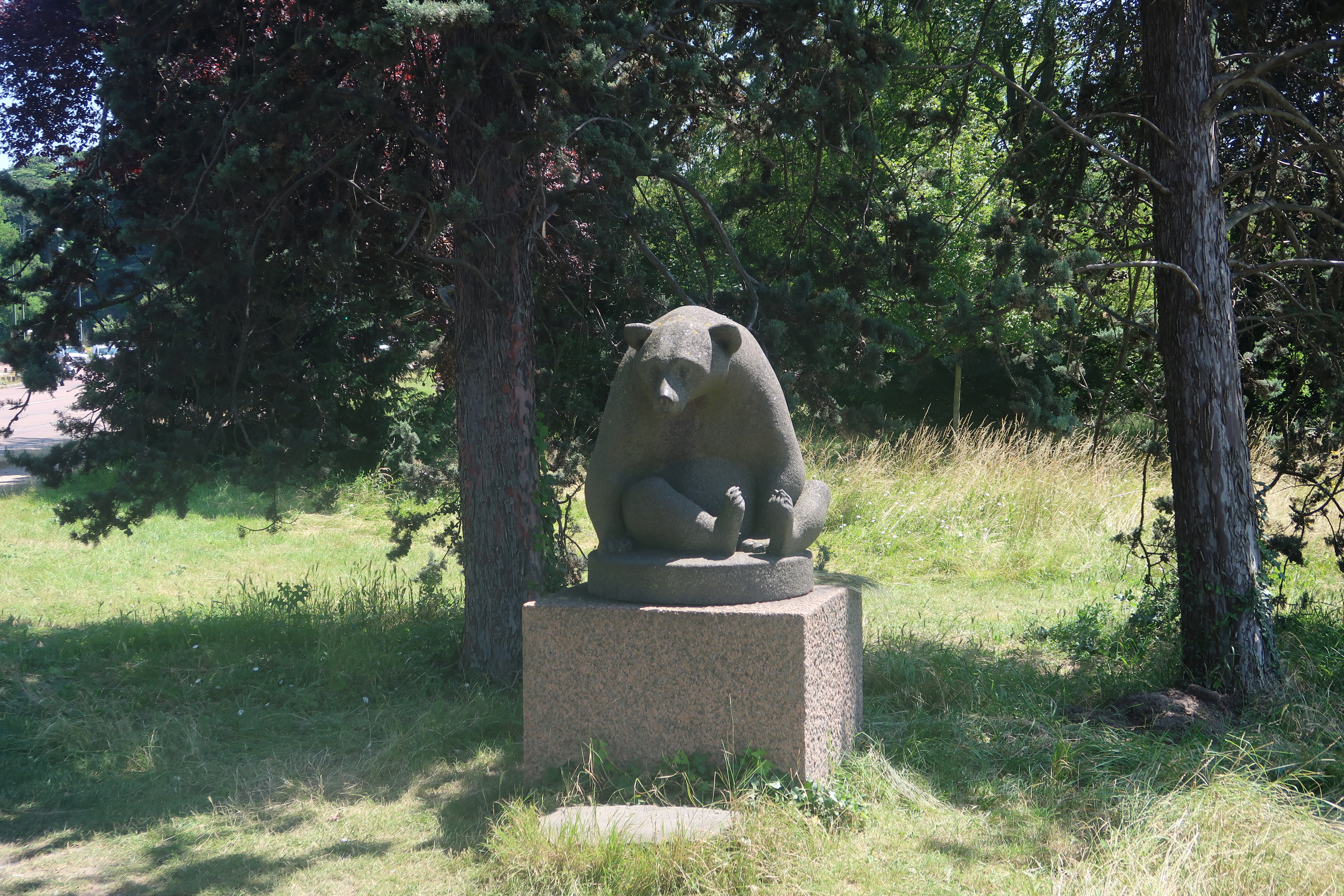
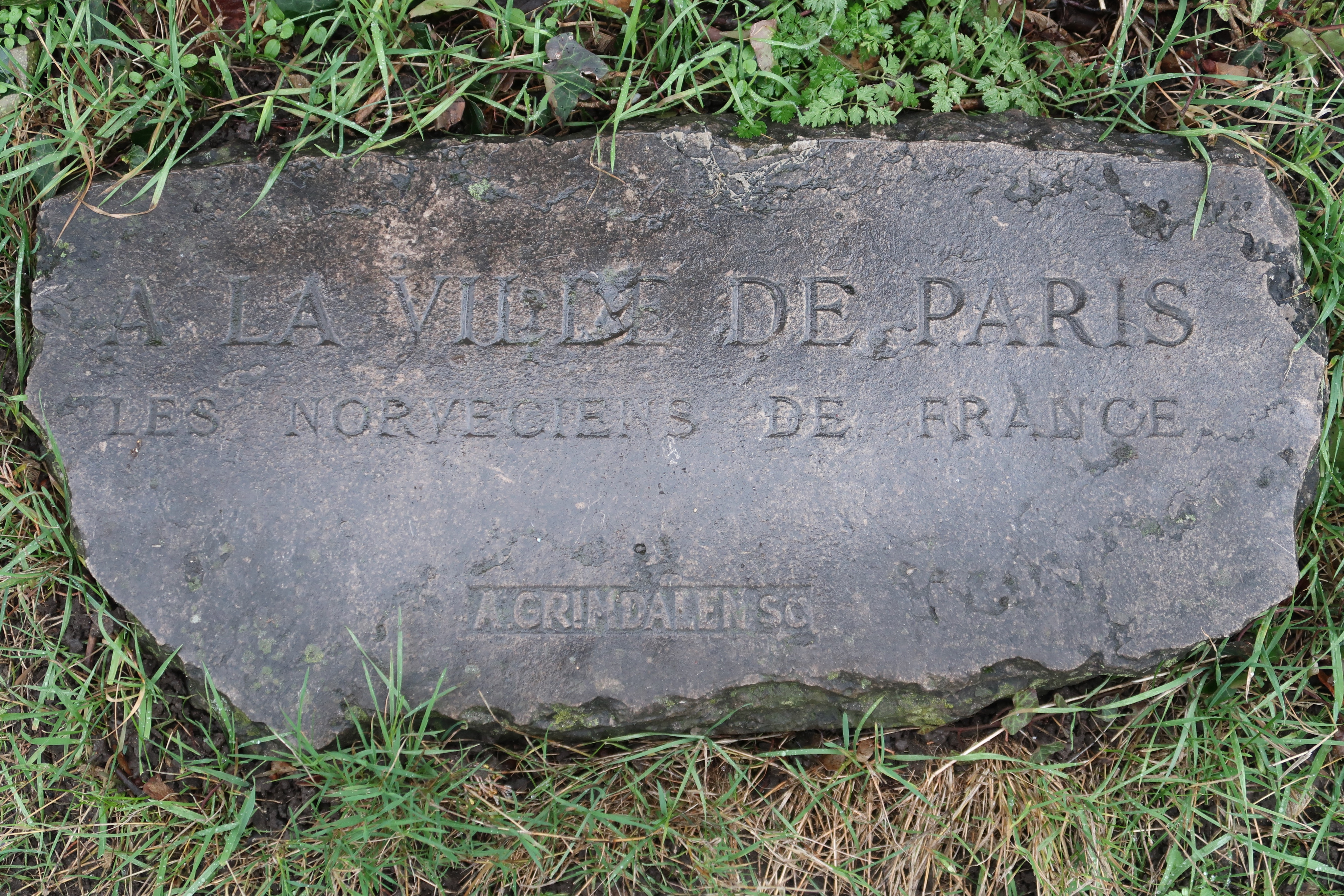

Y est installée une statue d'ours, sous laquelle une plaque indique : « À la ville de Paris. Les Norvégiens de France. A. Grimdalen ».